# Pacífico Licutan
Pacífico Licutan foi um líder religioso africano da comunidade islâmica e uma pessoa escravizada traficada para o Brasil colonial na década de 1800, além disso, foi um dos líderes da Revolta dos Malês, em 1835 em Salvador. Ele não foi morto na revolta, mas morreu logo depois, em 11 de fevereiro de 1835.
Ele também era conhecido como "Bilal", em conexão com a figura islâmica de Bilal ibne Rabá e uma palavra regional para chamador de orações, após e em seu julgamento relacionado à Revolta dos Malês de 1835. Sua data de nascimento é desconhecida.

## Vida
Licutan fazia parte dos iorubás — também conhecidos como nagôs, em oposição aos hauçás —, o maior grupo de muçulmanos em Salvador ou como era chamada à época, Bahia.
Licutan era um enrolador de tabaco que vivia em Salvador. Ele era propriedade de um médico, Antonio Pinto de Mesquita Varalle. Licutan era ativo na comunidade islâmica e era considerado um mestre, ou alufa para os iorubás, em sua comunidade. Tentativas de comprar Licutan e libertá-lo por seus companheiros e seguidores islâmicos foram ineficazes, pois foram recusadas duas vezes. Quando seu dono morreu, ele foi apreendido e preso em novembro de 1834, para ser vendido a fim de pagar as dívidas de seu falecido mestre.
Como nagô, ele veio de uma área hoje conhecida como Sul da Nigéria. Apesar de representarem apenas 4,5% dos escravos brasileiros, os nagôs eram influentes na comunidade afro-brasileira em geral e na Bahia em particular, e também eram majoritariamente muçulmanos, contribuindo para a comunidade unida de Salvador.

## Revolta dos Malês

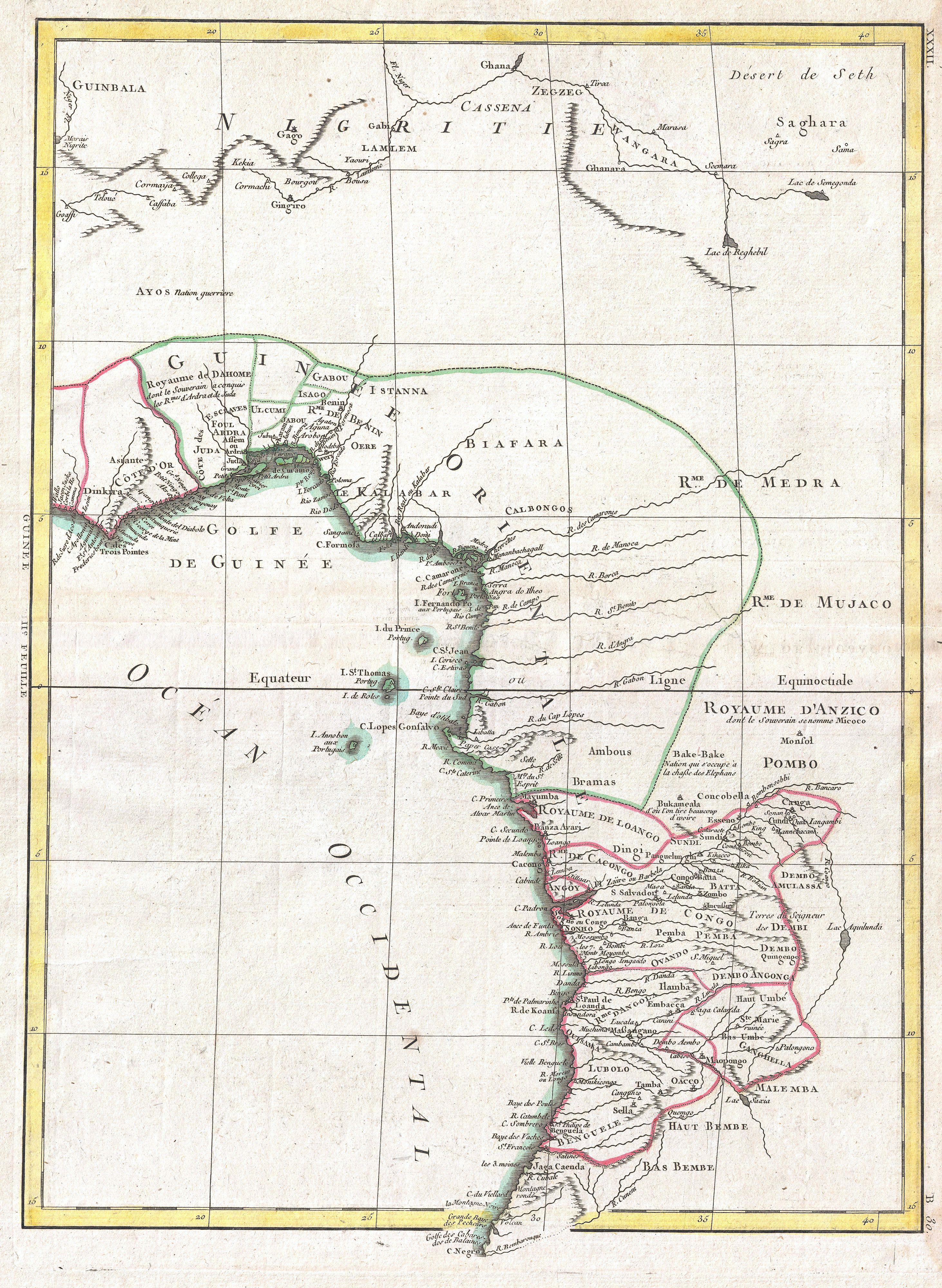
A Baía de Benin, região de origem dos escravos iorubás, como Pacífico Licutan

Durante o mês do Ramadã, ele foi mantido refém e a comunidade muçulmana planejou uma eventual revolta, mas acidentalmente vazou o plano. À medida que se aproximava a noite de Laylat al-Qadr, ou Noite do Destino, o governo se preparou para a revolta. Antes da noite de 25 de janeiro de 1835, as tropas avançaram sobre os futuros rebeldes e os atacaram no café da manhã, e a revolta dos escravos baianos começou. Os escravos foram, com relativa facilidade, esmagados, atacando a prisão e o quartel, mas cedendo perante o fogo contínuo e as cargas de cavalaria.
A maioria do grupo era composta por escravos africanos do sexo masculino, e muitos eram iorubás (nagô) do Golfo do Benin, apesar de sua baixa participação nas importações totais de escravos. 61% dos escravos julgados após a revolta eram nagôs, e os líderes nagôs aparecem mais na documentação do período da revolta e dos indivíduos considerados responsáveis pela perturbação e perda de vidas.
Após o fim da revolta, as autoridades brasileiras falharam, apesar de torturá-lo, em obter nomes de outros muçulmanos ou estudantes do antigo Alufa. Nos registos relativos à revolta, escritos pouco depois de esta ter ocorrido, Licutan é registado como a figura mais ou a segunda mais querida na comunidade muçulmana da época, e uma autoridade reconhecida numa tradição religiosa para a qual todas as formas escriturais tinham de ter sido trazidas de memória.

### Impacto no islamismo latino-americano
Este evento é um dos poucos tópicos relacionados com os muçulmanos com um envolvimento moderado na comunidade histórica e, como resultado, a comparação adequada com outras revoltas muçulmanas, em particular, mas também com outros grupos religiosos, é limitada em comparação com outras regiões. Historiograficamente, o júri não decidiu exactamente qual o papel que o Islã desempenhou na incitação da grande revolta, nem que conclusões tirar dos dados relativos a revoltas anteriores menores.